# Napoleon Boulevard
A Napoleon Boulevard egy 1985-ben alakult magyar újhullámos pop zenekar. A csapatot a progresszív, instrumentális rockot játszó Solaris tagjai hozták létre Vincze Lilla énekesnővel kiegészülve. 1986-ban az Interpop fesztiválon tűntek fel Kérlek, ne félj c. dalukkal. Az együttes első felállása 1990-ben szűnt meg.

## Története
A Napoleon Boulevard 1985-ben a Solaris együttes akkori tagjaiból alakult meg Vincze Lilla énekesnővel.
Az első dalok megszületése idején a Napoleon Boulevard még a Solaris előzenekarként lépett fel; előadásaik után Lilla lement a színpadról, a többiek átöltöztek, és Solaris néven folytatták. 1986-ban aztán a Solaris egy jó időre elbúcsúzott közönségétől.
Nyáron a Napoleon Boulevard elindult az I. Interpop fesztiválon, ahol az „Ugye, eljönnek ma a repülők” (hivatalos címe: Kérlek, ne félj) első díjat és közönségdíjat nyert.  Szeptemberre elkészültek az első nagylemez felvételei, az újságokban azonban elindult polémia a dal szövege miatt, „a repülők eljövetele” ugyanis félreértésekre adott okot. A vita egészen 1987 tavaszáig folyt. Akkor végre eldőlt, hogy „a zenekar nem akar bombázást”, a lemez így fél év késéssel végre zöld utat kapott.
A Napoleon Boulevard I. napok alatt aranylemez lett – 150 000 példány fogyott el belőle.
Mire a Hungaroton átadta az aranyszínűre futtatott bakelitet, már kész volt a következő album hanganyaga.
A Napoleon Boulevard II. 1987 őszén, alig pár hónappal az első után jelent meg, ennek ellenére ismét elérték a százezres példányszámot.
A következő album dalait a Hungaroton még megjelenés előtt kiküldte a Warner Austriának, majd a londoni Warnernek is. Mindkét helyről producer érkezett, hogy megkezdjék az angol nyelvű változatok kidolgozását.
Így jött el 1988 ősze. Megjelent a zenekar mindmáig legsikeresebb albuma, a Júlia nem akar a földön járni. Közel 300 000 példányban fogyott el. A címadó sláger az év dala lett, Lilla pedig az év énekesnője. TV-fellépések, videóklipek, koncertek sora következett.
1989 tavaszán kiutaztak a Midem-fesztiválra. Itt a Mylord eredeti, francia nyelvű átdolgozását és „Uram, segíts!” című daluk „No more walls!”-ra keresztelt angol változatát adták elő. Megállapodás született a müncheni és londoni felvételekről is.
Eközben idehaza párhuzamosan zajlottak a negyedik album, a Mennyből az angyal stúdiómunkái. Újabb aranylemez, majd következett az utolsó turné.
1990-ben megjelent az utolsó aranylemez, a Legyetek jók, ha tudtok. Ezt az albumot már új felállásban készítette a zenekar.
Az eredeti felállás zenészei legközelebb 1995-ben, a Solaris Los Angeles-i koncertjén játszottak együtt, amikor váratlanul föltámadt a már elfelejtettnek hitt Solaris-legenda.
Elképesztő mennyiségű koncert, nívódíjak, Emerton-díj és népszerűségi szavazások számtalan első helye – bármilyen hihetetlen is, de a Napoleon Boulevard röpke négy év leforgása alatt több, mint 1 millió hanghordozót adott el.
2010-ben újra összeállt a Napoleon Boulevard. Január 30-án a SYMA csarnokban adtak nagyszabású koncertet. A következő években, részben más felállással koncerteztek tovább. 2016 óta Lilla, Vincze Lilla és Barátai néven lépnek fel, szólóalbumai dalaival és klasszikus Napoleon Boulevard dalokkal is.

## Tagjai
- Cziglán István – szólógitár (elhunyt 1998-ban) (1985–1990)
- Erdész Róbert – billentyűs hangszerek (1985–1990, 2010)
- Gömör László – dob (1985–1993, 2010–2011)
- Kollár Attila – fuvola (1985–1993, 2010–2011)
- Pócs Tamás „Tompox” – basszusgitár (1985–1993, 2010–2016)
- Vincze Lilla – ének (1985–1990, 2010–2016)

### További zenészek
- Nagy „Liszt” Zsolt – billentyűs hangszerek (2010–2016)
- Gilián Gábor – dob (2011–2016)
- Kovács Sára „Dizna” – Fuvola (2015–2016)
- Könczöl Szilvia – ének (1990–1991)
- Barcsik Vali – billentyűs hangszerek, ének (1990–1993)
- Vámos Zsolt – gitárok (1990–1993, 2010–2014)
- Lastofka Bea – ének (1991–1993)
- Tasi Ádám – fuvola (2011–2015)
- Mátyás Szabolcs – gitárok (2014–2016)
- Zboray Miklós – basszusgitár[1]

## Diszkográfia

### Stúdióalbumok
- Napoleon Boulevard 1. (1986)
- Napoleon Boulevard 2. (1987)
- Júlia nem akar a földön járni (1988)
- Mennyből az angyal (1989)
- Legyetek jók, ha tudtok (1990)
- Egyenlítői Magyar Afrika (1992)
- Jó lenne, ha jó lenne (1993)
- Világfalu (2010)

### Válogatásalbumok
- Best of Napoleon Boulevard (1988)
- Best of 1985-1989 (2009)